# FIFA Puskás Award 2009
Il FIFA Puskás Award 2009, prima edizione del premio per il gol ritenuto più bello dell'anno, è stato vinto dal portoghese Cristiano Ronaldo per la rete segnata con la maglia del Manchester Utd contro il Porto il 15 aprile 2009.

## Classifica
| Pos. | Giocatore         | Squadra        | Avversario       | Risultato | Competizione                                                 | Percentuale |
| ---- | ----------------- | -------------- | ---------------- | --------- | ------------------------------------------------------------ | ----------- |
| 1    | Cristiano Ronaldo | Manchester Utd | Porto            | 1–0       | Quarti di finale della UEFA Champions League 2008-2009       | 17,68%      |
| 2    | Andrés Iniesta    | Barcellona     | Chelsea          | 1–1       | Semifinali della UEFA Champions League 2008-2009             | 15,64%      |
| 3    | Grafite           | Wolfsburg      | Bayern Monaco    | 5–1       | Fußball-Bundesliga 2008-2009                                 | 13,39%      |
| 4    | Eliran Atar       | Bnei Yehuda    | Maccabi Netanya  | 1–1       | Ligat ha'Al 2008-2009                                        | 13,.36%     |
| 5    | Fernando Torres   | Liverpool      | Blackburn        | 4–0       | Premier League 2008-2009                                     | 9,44%       |
| 6    | Nilmar            | Internacional  | Corinthians      | 1–2       | Campeonato Brasileiro Série A 2009                           | 8,71%       |
| 7    | Michael Essien    | Chelsea        | Barcellona       | 1–1       | Semifinali della UEFA Champions League 2008-2009             | 7,85%       |
| 8    | Luis Ángel Landín | Cruz Azul      | Monarcas Morelia | 1–1       | Primera División de México 2008-2009                         | 7,30%       |
| 9    | Emmanuel Adebayor | Arsenal        | Villarreal       | 1–1       | Quarti di finale della UEFA Champions League 2008-2009       | 4.04%       |
| 10   | Katlego Mphela    | Sudafrica      | Spagna           | 3–2       | Finale per il terzo posto della FIFA Confederations Cup 2009 | 2.59%       |